# 1670 Міннарт
1670 Міннарт (1670 Minnaert) — астероїд головного поясу, відкритий 9 вересня 1934 року.
Тіссеранів параметр щодо Юпітера — 3,254.